# Geoffrey Robinson
Geoffrey James Robinson (ur. 10 sierpnia 1937 w Richmond, zm. 29 grudnia 2020 w Concord) – australijski duchowny rzymskokatolicki, w latach 1984–2004 biskup pomocniczy archidiecezji Sydney.

## Życiorys
Święcenia kapłańskie przyjął 21 grudnia 1960, udzielił mu ich ówczesny prefekt watykańskiej Kongregacji Rozkrzewiania Wiary, kardynał Grégoire-Pierre XV Agagianian. Został następnie inkardynowany do archidiecezji Sydney. 23 stycznia 1984 papież Jan Paweł II mianował go biskupem pomocniczym Sydney ze stolicą tytularną Rusuca. Sakry udzielił mu 8 marca 1984 ówczesny arcybiskup metropolita Sydney, kardynał Edward Bede Clancy. 15 lipca 2004 zrezygnował z zajmowanej funkcji i stał się jednym z biskupów seniorów archidiecezji. Pozostał jednak aktywny jako kaznodzieja i autor książek o tematyce religijnej, w szczególności dotyczących katolickiej nauki o rodzinie oraz nadużyć seksualnych księży, w których wzywa do odważnego zmierzenia się z wyrządzonym przez kapłanów złem oraz do niezbędnych reform w Kościele.